# Hundsjön (Gnosjö socken, Småland)
Hundsjön är en sjö i Gnosjö kommun i Småland och ingår i Nissans huvudavrinningsområde.